# Pokémon : Donjon Mystère WiiWare
Pokémon : Donjon Mystère WiiWare est une série de trois jeux vidéo de rôle développée et éditée par Nintendo sortie le 4 août 2009 au Japon sur WiiWare. La série possède une version Feu, une version Tempête et une version Lumière. Il utilise le même moteur graphique que les jeux de la série Pokémon Rumble (dont le premier opus est également une exclusivité du WiiWare).

## Système de jeu
Bien que similaires aux opus précédents tels que les titres Équipe de Secours et Explorateurs, les jeux Adventure Team introduisent des graphismes en trois dimensions, remplaçant les graphismes basés sur des sprites présents dans les titres susmentionnés. Hormis la différence des Pokémon de départ et de la zone centrale du jeu (dans la version feu, les Pokémon de couleur rouge comme Salamèche sont disponibles dans le « Village Pokémon », tandis que ceux de couleur bleue comme Carapuce sont disponibles à la « Plage Pokémon » et ceux de couleur jaune comme Pikachu dans le « Jardin Pokémon » dans les versions version Lumière et Tempête respectivement), chacun des trois jeux comporte 15 « Donjons Mystères » propres à chaque version. Contrairement aux jeux portables précédents, les jeux Adventure Team permettent jusqu’à 4 fichiers de sauvegarde simultanés. De plus, le joueur peut changer de personnage à tout moment parmi un groupe de neuf Pokémon disponibles. Il est possible de transférer les Pokémon apprivoisés ou des objets entre les fichiers de sauvegarde susmentionnés. La Nintendo DS peut également être utilisée comme manette pour le jeu.
Les trois jeux offrent au total les 493 Pokémon de la quatrième génération, y compris Arceus, disponible via une distribution spéciale. Ils disposent également de fonctionnalités en ligne telles que le WiiConnect24 et la Connexion Wi-Fi Nintendo, permettant aux joueurs d'accéder à des défis spéciaux et d'obtenir des Pokémon autrement inaccessibles. L'exécution d’« attaques d’équipe », où plusieurs membres de l’équipe attaquent ensemble un ennemi, a été introduite pour la première fois dans Adventure Team, et sera présente dans les futures installations de la série Donjon Mystère. Dans Adventure Team, les Pokémon empilent les uns sur les autres pour former une « Tour Pokémon » avant l'attaque. De plus, le jeu permet à un Pokémon allié ou au joueur lui-même d’évoluer au sein des donjons.

## Intrigue
Contrairement aux autres jeux de la série Pokémon Donjon Mystère, le joueur n’incarne pas un humain transformé en Pokémon ; il est lui-même un Pokémon habitant d’une ville (Village, Plage ou Jardin Pokémon selon la version). Après avoir sauvé un Caratroc d’un « donjon mystère » au cours d’une mission tutorielle aux côtés d’un seul partenaire, le groupe de neuf Pokémon forme une Équipe d’Aventure à la demande d’un Roigada âgé. Plus tard, lors d’une mission, les Pokémon obtiennent du chocolat qu’ils offrent à Caratroc, provoquant la jalousie de la ville entière. Pour restaurer l’harmonie, l’Équipe d’Aventure explore un autre donjon et revient avec des biscuits, rétablissant ainsi la paix dans la ville.
Dans la suite de l’intrigue, l’une des Bêtes Légendaires (Raikou, Entei ou Suicune selon la version) s’approche du joueur et propose de rejoindre l’Équipe d’Aventure. Par la suite, d’autres Pokémon légendaires peuvent être recrutés dans l’équipe de secours, avec l’apparition de donjons à difficulté accrue.

## Sortie
Les opus Adventure Team ont été annoncés via des brochures promotionnelles à la mi‑2009, et un site présentant des captures d’écran et des séquences de gameplay a été lancé en juillet de la même année. Les jeux sont sortis le 4 août 2009 sur la Chaîne boutique Wii au prix de 1 200 Nintendo Points,. Les jeux ont reçu une classification CERO « A » (tous publics). Le site « Kotaku » a considéré ces jeux comme l’un des meilleurs proposés sur WiiWare selon sa sélection.
Des traduction de fans anglaises des trois jeux ont été publiées ultérieurement le 28 avril 2020, avec des titres traduits en anglais de Tempest, Radiant et Wildfire Adventure Squad,.